# Bryan Procter

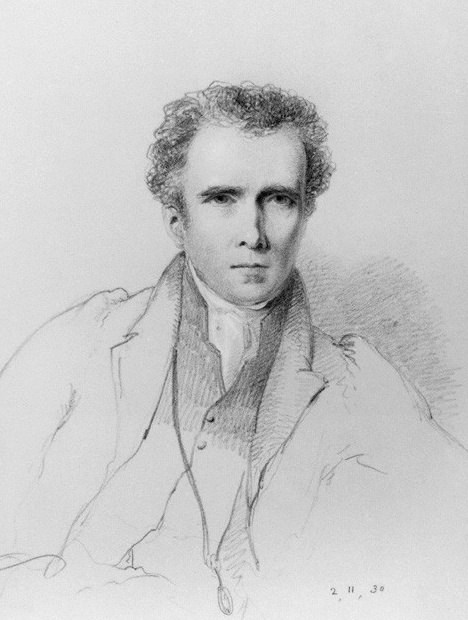
Bryan Waller Procter, porträtterad av William Brockedon 1830.

Bryan Waller Procter, född den 21 november 1787 i Leeds, Yorkshire, död den 5 oktober 1874 i London, var en engelsk författare, mest känd under pseudonymen Barry Cornwall. Han var far till Adelaide Anne Procter.
Procter började praktisera som advokat 1816 och var 1832–1861 kommissarie vid förvaltningen av sinnessjukhusen i London. Han var särskilt framstående som visdiktare. I hans lyrik och dramatiska utkast förekommer ständigt angenäma återljud från det elisabetanska och det stuartska tidevarvets poesi. Han författade bland annat Dramatic scenes and other poems (1819; ny upplaga 1856), sorgespelet Mirandola (1821), som uppfördes med framgång, English songs (1832, flera upplagor, Procters erkänt bästa alster) samt Life of Edmund Kean (1835), Essays and tales in prose (1851) och Charles Lamb; a memoir (1866–1868). 